# Missa Luba
De Missa Luba is een zetting van het ordinarium van de Tridentijnse mis (inclusief het Credo) op traditionele gezangen uit Belgisch-Congo. De oorspronkelijke versie was bedoeld voor tenor solo, gemengd koor (jongens- en mannenstemmen), en een kleine groep slagwerk, bestaande uit een schudinstrument (een saka) en een drietal trommels (een hoge en een lage kikumvi en een kyondo), alle van Centraal-Afrikaanse makelij.

## Ontstaan
De Missa Luba is ontstaan uit de samenwerking van een schoolkoor, hun dirigent, en een aantal leraren.
In 1953 werd Guido Haazen als katholiek missionaris naar Kamina in Katanga gestuurd, waar hij verantwoordelijk werd voor het algemeen beleid van een school, met name ook voor de liturgie, en voor de muziek. Tot dan toe werd er in de liturgie van die school alleen westerse muziek gezongen. Maar Haazen, die al snel de schoonheid van de plaatselijke muziek leerde kennen en appreciëren, vond dat die Afrikaanse muziek ook in de liturgische beleving van de kinderen en de leraren thuishoorde. In die tijd was dat voor een missionaris een zeer ongewoon idee, want die muziek werd vaak als heidens beschouwd. Haazen moest zelfs bij zijn eigen koorleden behoorlijk wat weerstand overwinnen eer ze voor hem hun muziek wilden zingen. Toen ze dat deden, leerde hij hun een aantal principes van de westerse esthetiek (zoals gelijk beginnen en eindigen, zingen in plaats van roepen). "En geleidelijk begonnen ze te voelen dat zij niet moesten onderdoen voor de Westerse liederen. Toen we een zangavond gaven voor de blanken van Kamina werden ze zo spontaan toegejuicht dat het duidelijk was hoe die blanken verrast waren door de schoonheid van hun liederen. Dat gaf hen een sterk gevoel van eigenwaarde."
Maar een mis met Afrikaanse muziek, dat was een brug te ver. Tot in 1957 Haazens koor, dat zich ondertussen De Troubadours van Koning Boudewijn mocht noemen, uitgenodigd werd om te zingen op Expo 58. Met de toestemming van een progressieve overste greep Haazen die uitnodiging aan om zijn idee toch te realiseren: een mis met authentieke Afrikaanse muziek, waarop de Latijnse tekst geïmproviseerd werd. (Vóór het Tweede Vaticaans Concilie was Latijn de enige toegestane liturgische taal.) Het belangrijkste deel van het muzikale materiaal werd daarbij geleverd door een leraar van Haazens school, Joachim Ngooyi. Verreweg het grootste deel van dat muzikale materiaal is gebaseerd op de kasàlà, "een genre dat wijdverbreid is in Afrika, waarin men de loftrompet steekt over een persoon of een etnische groep. ... Het heeft een duidelijk antifonische structuur".
De première vond plaats in de kerk van Sint-Bavo in Kamina, op 23 maart 1958, met Ngooyi als tenor solo en Haazen als dirigent. De dag daarna reisden de 45 jongens (van 9 tot 14 jaar) en de 17 volwassenen (leraren) van De Troubadours van Koning Boudewijn af naar België, waar ze zes maanden bleven en de Missa Luba ± 130 keer uitvoerden, het vaakst in het Paviljoen van de Katholieke Missies op Expo 58. Daar maakten ze voor Philips ook de opname van het werk die een wereldsucces zou worden. Er waren ook enkele uitvoeringen in Nederland en in Duitsland. Een hoogtepunt was een optreden in het Koninklijk Paleis van Brussel (samen met de Wiener Sängerknaben), tijdens hetwelk de Troubadours een speciaal voor de gelegenheid gecomponeerd Tantum ergo zongen.
Het succes van de Missa Luba was eerst voornamelijk Afrikaans, maar nu is het wereldwijd. Ze wordt overal uitgevoerd zowel in concerten als tijdens de mis, in Nederland bv. jaarlijks in de kapel van de Sociëteit voor Afrikaanse Missiën sinds 2005.
Wereldwijde verspreiding was alleen mogelijk omdat Guido Haazen in 1964 een transcriptie maakte in moderne notatie. Hij had lang geweigerd dat te doen, omdat de Missa Luba zoals De Troubadours van Koning Boudewijn ze uitvoerden, voor een flink deel op improvisatie berustte – iedere uitvoering door de Troubadours was verschillend. Maar uiteindelijk transcribeerde hij de Missa Luba toch, onder druk van Philips, en van allerlei koren die het werk ook wilden uitvoeren en daarbij soms gebruikmaakten van transcripties van de plaatopname die vaak van bedenkelijke kwaliteit waren. Haazens transcriptie is niet alleen gebaseerd op de opname uit 1958, maar ook op zijn herinneringen aan vele van die andere, telkens verschillende uitvoeringen.

## Naam
De Missa Luba dankt haar naam aan de Luba, de Bantoestam in Kamina en het noorden van Katanga en het aangrenzende Kasaï waarin de muziek gemaakt werd waarop de mis gebaseerd is.

## Beknopte analyse
De meeste delen van de Missa Luba zijn antifonaal gestructureerd: de tenor solo zingt een kasàlà op een Latijnse tekst, en het koor antwoordt daarop, meerstemmig improviserend.
Het Kyrie volgt weliswaar de traditionele Westerse structuur (A-B-A Kyrie eleison, Christe eleison, Kyrie eleison); alleen maakt het middendeel (Christe) gebruik van essentieel hetzelfde muzikale materiaal, een kasàlà van de Luba, als de twee andere delen. Dit resulteert in een A-A'-A"-structuur. De toonaard is sol klein antiek (zonder verhoogde zevende graad). Het koor zingt grotendeels op de eerste en zevende graad (sol en fa). Daarbij zorgen parallelle kwinten en octaven voor de ongewone maar typische klankkleur. Deze melodische en harmonische eentonigheid vraagt om enige choristische afwisseling. Die wordt verkregen als volgt: A (Kyrie) is in vraag-en-antwoordmodus – de tenor geeft het motief aan en het koor antwoordt –, in A' (Christe) zingt alleen het koor het motief, en in A" (Kyrie) wordt het koor opgesplitst in twee delen, de lage en de hoge stemmen, die het motief niet tezelfdertijd zingen, maar in canon met één maat verschoven. Hierdoor ontstaat behoorlijk wat dissonante wrijving, een simulatie van het treuren en wenen door de gemeenschap. De instrumentale begeleiding wordt geleidelijk opgebouwd, maar wanneer ze eenmaal compleet is, blijft ze vrijwel de hele tijd hetzelfde, op een paar improvisatorische uitbarstingen na.
In het Gloria, gebaseerd op twee Bantoeliederen, is het meest interessante harmonische materiaal te vinden. De algemene tonaliteit van sol mixolydisch varieert veelvuldig naar sol lydisch en sol grote terts door het wisselende gebruik van de verhoogde fa en do. Ook hier speelt de antifonale structuur een belangrijke rol. Opvallend daarbij is dat de soms ingewikkelde melodieën en samengestelde ritmes van de solist in de voorzang door het koor beantwoord worden met eenvoudigere zang en ongecompliceerde ritmes, helemaal in overeenstemming met de gewoonte. Ook de tekst is verschillend. Gaandeweg wordt het duidelijk dat het koor zich onafhankelijk opstelt ten opzichte van de solist. De verschillen tussen vraag en antwoord worden steeds groter. Het Gloria is trouwens het enige deel waarin het koor getrouw de melodie van het volkslied volgt en er zelfstandig de tekst op plaatst. Dit resulteert in een eigenzinnige en ongewone plaatsing van de woordritmiek op het muzikale ritme. De solist daarentegen leeft zich uit in vrije improvisatie. De begeleiding met slaginstrumenten ondersteunt hier de zang meer dan elders in de mis. Er wordt daarbij duidelijk onderscheid gemaakt tussen solist en koor door enerzijds de dynamiek aan te passen (zachter voor de solist) en anderzijds door bepaalde ritmische elementen uit de melodie van het koor mee te laten spelen op de sakasaka.
Het deel met de langste tekst, het Credo, is ook muzikaal het gecompliceerdst. Het gebruikt melodisch materiaal uit niet minder dan vijf liederen, waarvan er slechts één antifonaal gepresenteerd wordt. Er wordt echter zoveel geïmproviseerd dat het soms moeilijk is te weten wat nu variatie van melodisch materiaal en wat pure improvisatie is. Opvallend is het Crucifixus. Deze a-capella-sectie wordt ingeleid door een lange, geïmproviseerde passage waarin het slagwerk speelt op het ritme dat gebruikt wordt om de dood van een dorpeling te verkondigen. Het Crucifixus zelf is gebaseerd op een kilio (een dodenzang), Yo Yo Yo. Deze begint met een weeklacht, die wordt hernomen door tenor en bas van het koor als ostinatobegeleiding van de tenor solo. Die zingt een ritmisch afwisselende melodie met veel vrije improvisatie. De structuur van het Credo is in zoverre verschillend van de twee voorgaande delen dat – in het vraag- en antwoordspel dat ook in dit gedeelte hoorbaar is – de antwoorden van het koor meer afwijken van de voorzang van de solist. In dit deel van de mis vinden we de meeste moeilijke en vaak gecompliceerde ritmes van de tenor solo terug. Duolen, triolen en onregelmatig verdeelde maten volgen elkaar op in een hoog tempo.
Het eerste, relatief trage gedeelte van het Sanctus is gebaseerd op een Bantoe-afscheidslied (Ayee … Ayee). Dit was een expliciete suggestie van Haazen, en het bleek dat de tekst van het Sanctus bijna perfect paste op dit lied. Voor het Hosanna en het daaropvolgende Benedictus wenste Haazen contrasterende muziek. Daarom suggereerde hij aan zijn koor: "Zing dit alsof het een dans was!" Zelf besefte hij eigenlijk niet hoe de koorleden dit interpreteerden noch of zij zich baseerden op een bestaande melodie, maar het resultaat is levendig en verrassend, en staat in sterk contrast met het Sanctus-gedeelte. — Met zijn toonaard E groot klinkt het Sanctus het minst vreemd voor westerse oren. De homofone uitwerking maakt de tekst duidelijk verstaanbaar. Er is geen tenor solo zoals in de andere delen van de mis maar toch speelt ook hier de antifonale structuur, zij het in kortere versie. Ook het begeleidende slagwerk wijkt af van wat in de voorgaande delen gebeurde. Ieder melodisch element wordt met een specifiek ritme begeleid, in sterk contrast met de ostinatobegeleiding in de andere delen.
Het Agnus Dei maakt gebruik van elementen uit de vocale muziek van de Bena Luluwa, een nabuurstam van de Luba. Het staat in de Dorische modus, een grote terts hoger getransponeerd met als tonica Fa kruis. Dit geeft dezelfde voortekening (fis, cis, gis en eis) als de toonaard E van het Sanctus. Verdere vergelijking gaat niet op omdat de onderlinge verhouding van hele en halve tonen fundamenteel verschillend is. De tenor solo krijgt weerom de rol van voorzanger. Zijn zang wordt soms aangevuld door twee andere tenorsolisten, die vrij improviseren op de eenvoudige melodie van het volkslied, en wordt beantwoord door het tweestemmige koor (hoge en lage stemmen). — De driedelige structuur van het gebed wordt muzikaal overgenomen in de muziek, wat weerom in een A-A'-A"-vorm resulteert, en die ook weer naar het vraag-en-antwoordprocédé teruggrijpt. De tekst Agnus Dei qui tollis peccata mundi, miserere nobis/dona nobis pacem wordt driemaal herhaald met essentieel dezelfde melodie. Maar iedere herhaling wordt gevarieerd door een verschillend element. In A' introduceren de hoge stemmen een tegenmelodie en in A" heft de tenor een andere melodie aan enkele tellen na de inzet van het koor. Dit is een typische improvisatietechniek, met heel wat spannende dissonanten als gevolg. De begeleiding keert in de eerste twee bewegingen grotendeels terug tot de ostinatostijl. Steeds meer instrumenten worden toegevoegd om uiteindelijk, bij volledige bezetting, zonder veel variatie tot het einde door te gaan. Slechts enkele korte improvisaties onderbreken het ostinatoritme.

## Uitgaven
- De oorspronkelijke uitgave werd gepubliceerd door Intersong Primavera Editions Musicales (Brussel) in 1964.
- Verreweg de meest verspreide editie (mede wegens de toegevoegde Engelse tekst) is die gepubliceerd in 1969 door Lawson-Gould Music Publishers, Inc., New York. Ze werd heruitgegeven in 1999 door Alfred Publishing Co., Inc.
- Foster (2005) geeft een wetenschappelijk editie, die de afwijkingen van de Lawson-Gould-editie expliciet aangeeft.

## Discografie
- De oorspronkelijke opname was een mono-LP van Philips, 6527 137.[10] Ze is heruitgebracht als cd-uitgave door él Cherry Red (ACMEM136CD).
- "Missa Luba", tracks 7–11 van Celebrating Sacred Rhythms (Naxos 8.557542) door de alt [sic] Christal Rheams, leden van de Choral Arts Society of Washington, en Luis Garay, Wilbur Wood & Leon Khoja-Eynatyan, slagwerk, het geheel onder leiding van Joseph Holt.
- Missa Luba (Decca) door Peter Kamau, tenor, en het Kenya Muungano National Choir onder leiding van Boniface Mganga. Dit is ook de opname op Philips CD/DVD Video 475 613.[11]

## DeMissa Lubain films
De Missa Luba is als filmmuziek gebruikt in:
- Il vangelo secondo Matteo (Het evangelie volgens Matteüs) van Pier Paolo Pasolini (1964) (Gloria)
- Un alma pura van Juan Ibáñez (1965) (Kyrie)
- The Singing Nun van Henry Koster (1966) (Kyrie)
- if.... van Lindsay Anderson (1968) (Sanctus)
- Deadly Voyage van John Mackenzie (1996) (Sanctus)
- Lost and Delirious van Léa Pool (2001) (Sanctus)
- In memoria di me van Saverio Costanzo (2007) (Kyrie)[13]
- Never let me go van Mark Romanek (2010) (Sanctus)
- En waar de sterre bleef stille staan van Gust Van den Berghe (2010) (Sanctus)[14]